# Nordica (aerolínea)
Nordica es la aerolínea de bandera de Estonia. La empresa fue fundada el 25 de septiembre de 2015 por decisión del Gobierno estonio, tras la liquidación de la anterior aerolínea nacional, Estonian Air. Inició operaciones el 8 de noviembre de 2015 como Nordic Aviation Group. El nuevo nombre, Nordica, fue anunciado en marzo de 2016 y utilizado comercialmente el 30 de marzo del mismo año.
Por el momento emplea equipos y sistemas operativos de LOT Polish Airlines, debido a que la compañía no posee licencia de explotación y sistemas de apoyo.

## Antiguos destinos
| Países              | Destinos        | Aeropuertos                                   |
| ------------------- | --------------- | --------------------------------------------- |
| Alemania            | Berlín          | Aeropuerto de Berlín-Tegel                    |
| Alemania            | Hamburgo        | Aeropuerto de Hamburgo                        |
| Alemania            | Múnich          | Aeropuerto Int. de Múnich-Franz Josef Strauss |
| Austria             | Viena           | Aeropuerto de Viena-Schwechat                 |
| Bélgica             | Bruselas        | Aeropuerto de Bruselas                        |
| Croacia             | Rijeka          | Aeropuerto de Rijeka                          |
| Croacia             | Split           | Aeropuerto de Split                           |
| Dinamarca           | Copenhague      | Aeropuerto de Copenhague-Kastrup              |
| España              | Ibiza           | Aeropuerto de Ibiza                           |
| Estonia             | Tallin          | Aeropuerto de Tallin (HUB)                    |
| Francia             | Niza            | Aeropuerto de Niza-Costa Azul                 |
| Francia             | París           | Aeropuerto de París-Charles de Gaulle         |
| Lituania            | Vilna           | Aeropuerto Int. de Vilna                      |
| Macedonia del Norte | Ohrid           | Aeropuerto de Ohrid San Pablo Apóstol         |
| Noruega             | Oslo            | Aeropuerto de Oslo-Gardermoen                 |
| Noruega             | Trondheim       | Aeropuerto de Trondheim-Værnes                |
| Países Bajos        | Ámsterdam       | Aeropuerto de Ámsterdam-Schiphol              |
| Países Bajos        | Groninga        | Aeropuerto de Groningen Eelde                 |
| Polonia             | Varsovia        | Aeropuerto de Varsovia-Chopin                 |
| Rumania             | Constanza       | Aeropuerto Internacional Mihail Kogălniceanu  |
| Rusia               | San Petersburgo | Aeropuerto Internacional Púlkovo              |
| Suecia              | Arvidsjaur      | Aeropuerto de Arvidsjaur                      |
| Suecia              | Estocolmo       | Aeropuerto de Estocolmo-Arlanda               |
| Suecia              | Gällivare       | Aeropuerto de Gällivare-Laponia               |
| Suecia              | Gotemburgo      | Aeropuerto de Gotemburgo-Landvetter           |
| Suecia              | Örebro          | Aeropuerto de Örebro                          |
| Ucrania             | Kiev            | Aeropuerto Internacional de Borýspil          |
| Ucrania             | Kiev            | Aeropuerto Internacional de Kiev              |
| Ucrania             | Odesa           | Aeropuerto Internacional de Odesa             |

## Flota histórica
La flota de Nordica se compuso de las siguientes aeronaves:
| Aeronaves          | Total | Introducido | Retirado | Matrículas                      |
| ------------------ | ----- | ----------- | -------- | ------------------------------- |
| Airbus A320-200    | 1     | 2022        | 2024     | ES-NAB                          |
| Airbus A320neo     | 3     | 2023        | 2023     | ES-MBA, ES-MBB y ES-MBC         |
| ATR 72-600         | 2     | 2017        | 2020     | ES-ATA y ES-ATB                 |
| Bombardier CRJ-700 | 2     | 2016        | 2020     | ES-ACE y ES-ACF                 |
| Bombardier CRJ-900 | 4     | 2016        | 2024     | ES-ACB, ES-ACC, ES-ACD y ES-ACG |

## Acuerdos de código compartido
- LOT Polish Airlines